# Jamie DeCurry
Jamie DeCurry är en fiktiv karaktär i Det mörka tornet-serien, skapad av den amerikanska författaren Stephen King. Han nämndes för första gången i den allra första boken i serien, Revolvermannen, men blev en av huvudkaraktärerna först i The Wind Through the Keyhole från 2012. I Marvels serier baserade på Det mörka tornet är han dock en mer prominent karaktär.
Jamie DeCurry är en av Roland Deschains barndomsvänner och med i hans ursprungliga ka-tet. Hans kännetecken är ett stort födelsemärke i ansiktet. Jamie DeCurry offrar sitt liv för Roland i slaget vid Jericho Hill, genom att han tar en kula i huvudet, avfyrad av John Farsons soldater, menad för Roland.